# 杭州市第二水源千岛湖配水工程
杭州市第二水源千岛湖配水工程是中华人民共和国浙江省杭州市的一项水利工程，工程通过输水隧洞，将千岛湖的水源输送至余杭区的闲林水库，为杭州城区供水。工程于2014年开工，2019年完工后开始供水。嘉兴市也在该工程的基础上自闲林水库起修建输水隧道为嘉兴市供水。

## 背景

钱塘江流域全图

新安江是钱塘江的北源，发源自安徽省黄山市的休宁县，流经浙江省杭州市下辖的淳安县和建德市，并在建德市的梅城镇与兰江汇合，成为钱塘江的中游富春江。1957年新安江水电站在建德市境内兴建。水库蓄水淹没淳安县的多个市镇，大量移民搬迁；未被淹没的山峰形成1000余座岛屿，故新安江水库又得名“千岛湖”:25。千岛湖水质常年保持在优质水平，也成为农夫山泉等瓶装水品牌的水源地。
杭州城区长期以钱塘江作为城市供水来源，然而钱塘江一直受到上游企业污染以及咸潮与涌潮造成的污染物上溯的困扰，对城市饮用水安全构成了极大的威胁，甚至多次因突发环境事件导致居民抢购瓶装水。

## 工程概况
杭州市第二水源千岛湖配水工程的进水口设置在淳安县境内的金竹牌，通过全长113.22千米的输水线路将水引至余杭区闲林水库的取水口，再输往城区的九溪水厂及余杭和萧山方向的水厂。 工程还设有建德、桐庐、富阳分水工程设施，为工程沿线的区县提供第二供水水源。工程设计取水能力为每年9.78亿立方米，配水流量38.8立方米每秒。
工程在闲林水库设置一个库容量为22万立方米的碗型配水井，作为连接上游来水、下游配水，与闲林水库水体互补的中枢。配水井连接九溪线、城北线、江南线等多条向下游输水线路，向杭州城区各处供给水源。

## 历史
2000年，浙江省省长柴松岳在视察新安江水力发电厂时提出开发水库的想法。同年年末浙江省水利厅发布《浙江省新安江水库引水工程调研报告》，之后完成工程的相关规划和项目建议书，最后因反对意见而暂缓。
2003年，引水计划被再次提出，浙江省人民政府成立新安江引水工程前期工程领导小组，由常务副省长亲自挂帅。该方案受到多方反对最终搁置。 
2011年，包括农夫山泉创始人钟睒睒之妹钟晓晓在内的多位省人大代表和政协委员在浙江省两会期间提出建设千岛湖引水的建议，主张通过引水改善杭州城区的饮用水水质，并通过生态补偿机制，解决保护千岛湖流域的资金缺口，更好地保护千岛湖的环境。 同年6月，杭州市林业水利局成立千岛湖引水工程前期工作领导小组。 次年，“加快千岛湖引水工程前期工作”写入杭州市政府工作报告，列为2012年的重点工作之一。
2014年3月，杭州市人民政府印发《杭州市防洪水保饮水三年行动计划（2014—2016年）》，将全力推进第二水源千岛湖配水工程，建成多水源的供水体系。 9月2日，项目进入环评公示阶段，杭州市环境保护局于9月12日批复环评报告。9月29日，项目获得浙江省发改委批复同意。
2014年12月24日，杭州第二水源千岛湖配水工程正式开工建设。
2015年10月杭州市人大常务委员会通过《杭州市第二水源千岛湖配水供水工程管理条例》，于同年12月由浙江省人大常委会批准，条例于次年2月1日起施行。
2019年9月29日，经过五年的建设，千岛湖配水工程正式通水。
2018年嘉兴市域外配水工程开工建设，计划从千岛湖配水工程的终点杭州闲林水库取水，通过管道为嘉兴市供水，预计年引水量为2.3亿吨。2021年该工程正式完工并投用。
千岛湖配水工程中为滨江区、萧山区供水的江南线工程，其过江段于2019年6月开工建设，原计划2022年6月建成。2021年12月8日，过江段的施工过程中发生渗水事故导致工程延宕，预计推迟至2024年年底基本建成。

## 争议

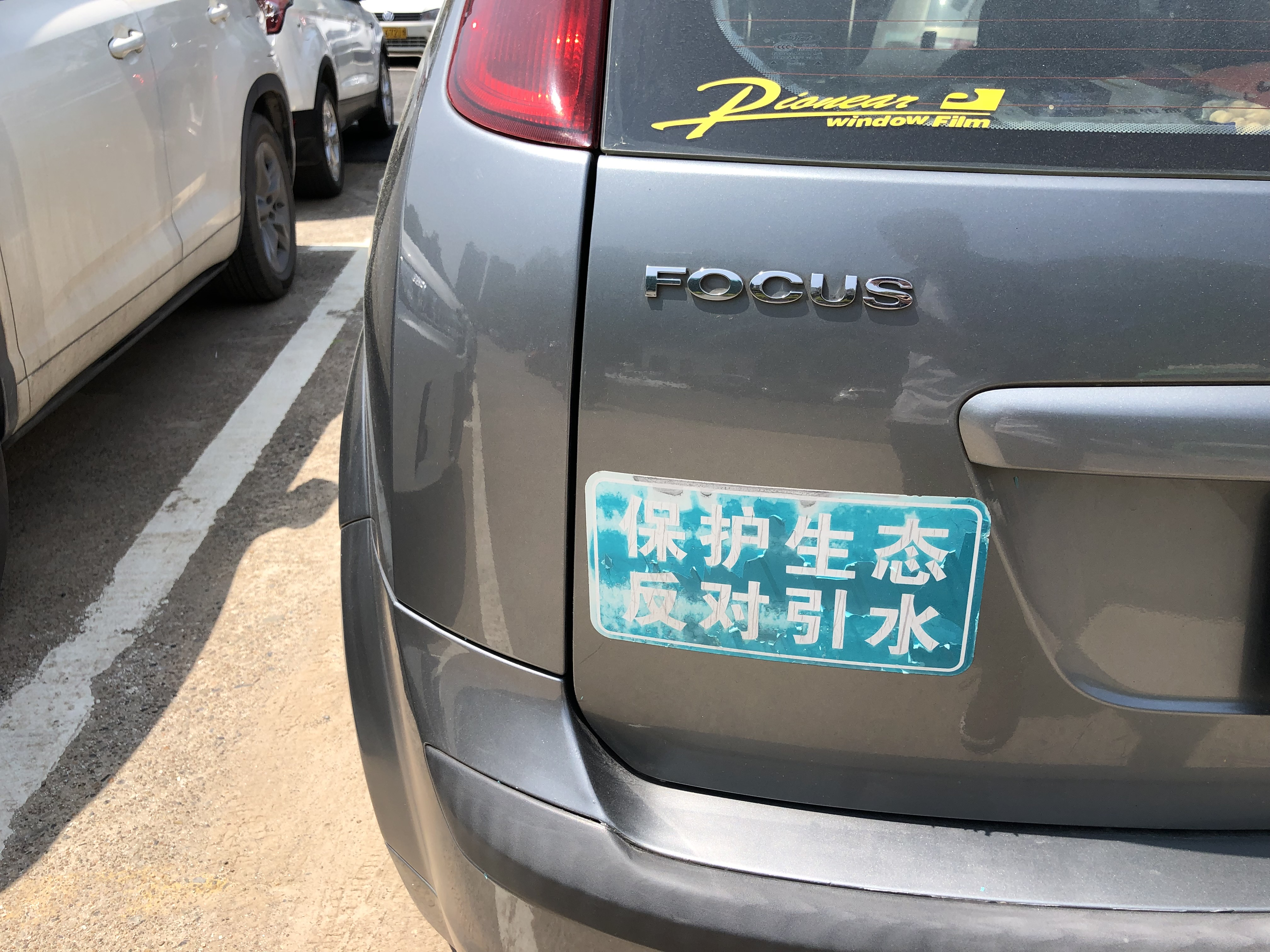
建德市的居民在车辆上张贴反对千岛湖配水工程的贴纸

千岛湖配水工程的争议主要集中在该工程是否会对沿线生态环境造成难以修复的影响。其次，工程投用后水库蓄水量下降亦会削弱新安江水力发电厂的发电能力。反对该工程的声音主要集中在建德市和淳安县两地。
2003年的引水方案提出后，遂即遭到前水利部部长钱正英、新安江流域下游县市、新安江水力发电厂的管理方华东电网等多方反对。钱正英认为应当优先治理钱塘江的污染问题。 
建德市人大常委会主任程茂红在参与2012年杭州市两会期间对配水工程提出不同意见，并在后续杭州市政协在建德举办的内部调研会上称“不是‘抽水’，而是在‘抽血’”，言辞激烈地批评该工程对当地生态的破坏。 后续程茂红在内部调研会上的讲话被整理成文字材料在网上流传，并被多家媒体转载，程茂红本人也成为建德市居民反对配水工程的带头人。2014年，在项目环评公示阶段，曾有14000名建德市民参与联署，明确反对该工程。 2017年1月，中国共产党杭州市纪律检查委员会对程茂红严重违纪问题立案调查，并于同年9月判处其有期徒刑14年。此事一度被认为是针对程茂红反对引水工程的立场进行的政治报复。
据杭州市官方的说法，千岛湖年来水量约为110亿立方米，而千岛湖配水工程的年引水量为9.78亿立方米，不足年来水量的十分之一，通过水库的运行调度，汛期多蓄水，枯水期多泄水可以保障千岛湖水位以及枯水期新安江大坝下游河道流量，减少对流域生态的影响。